# Tay Ninh

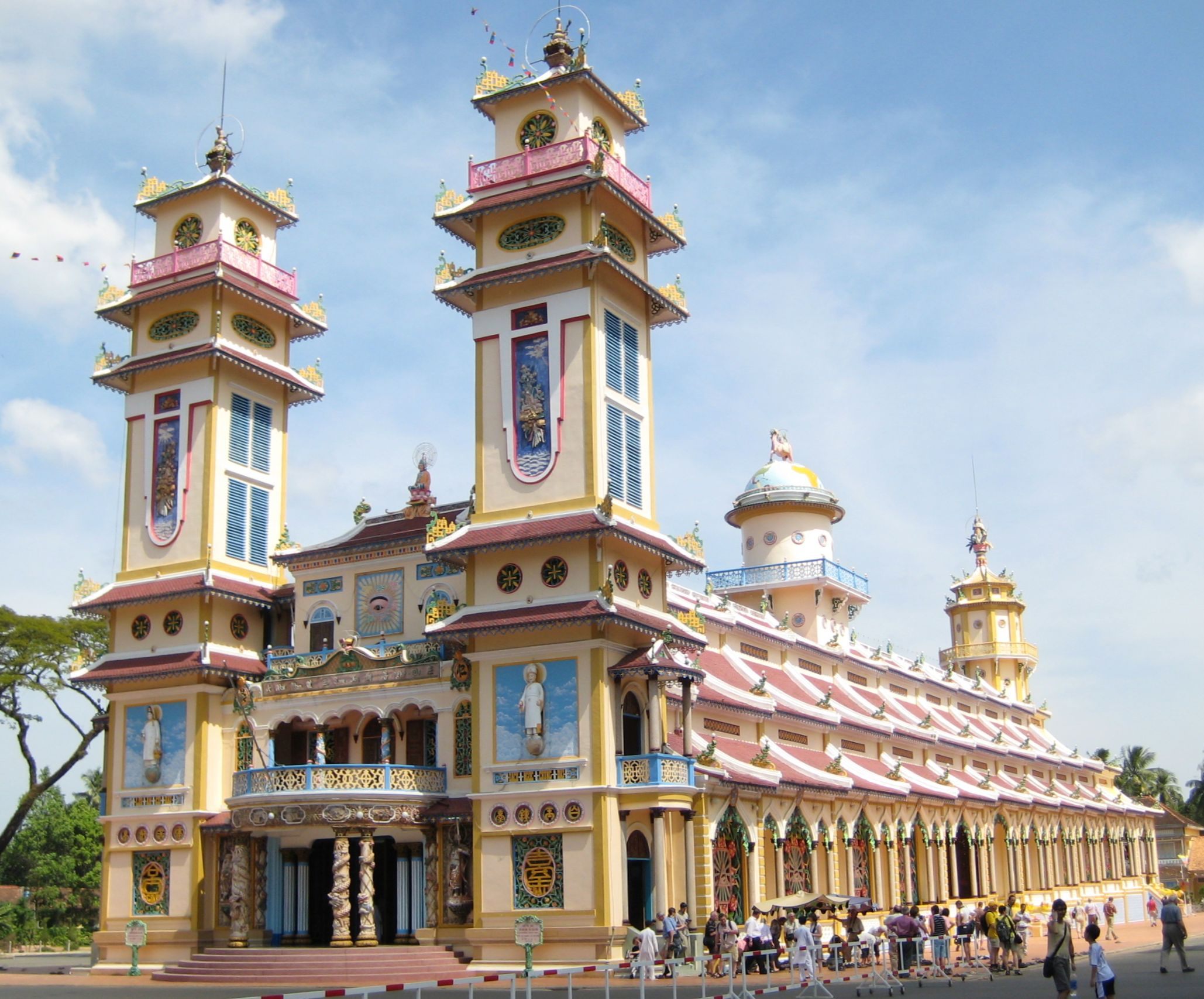
Cao Dai-tempel i Tay Ninh.

Tay Ninh (på vietnamesiska Tây Ninh) är en stad i Vietnam och är huvudstad i provinsen Tay Ninh. Folkmängden uppgick till 125 601 invånare vid folkräkningen 2009, varav 68 979 invånare bodde i själva centralorten.